# 프랑스 리브르

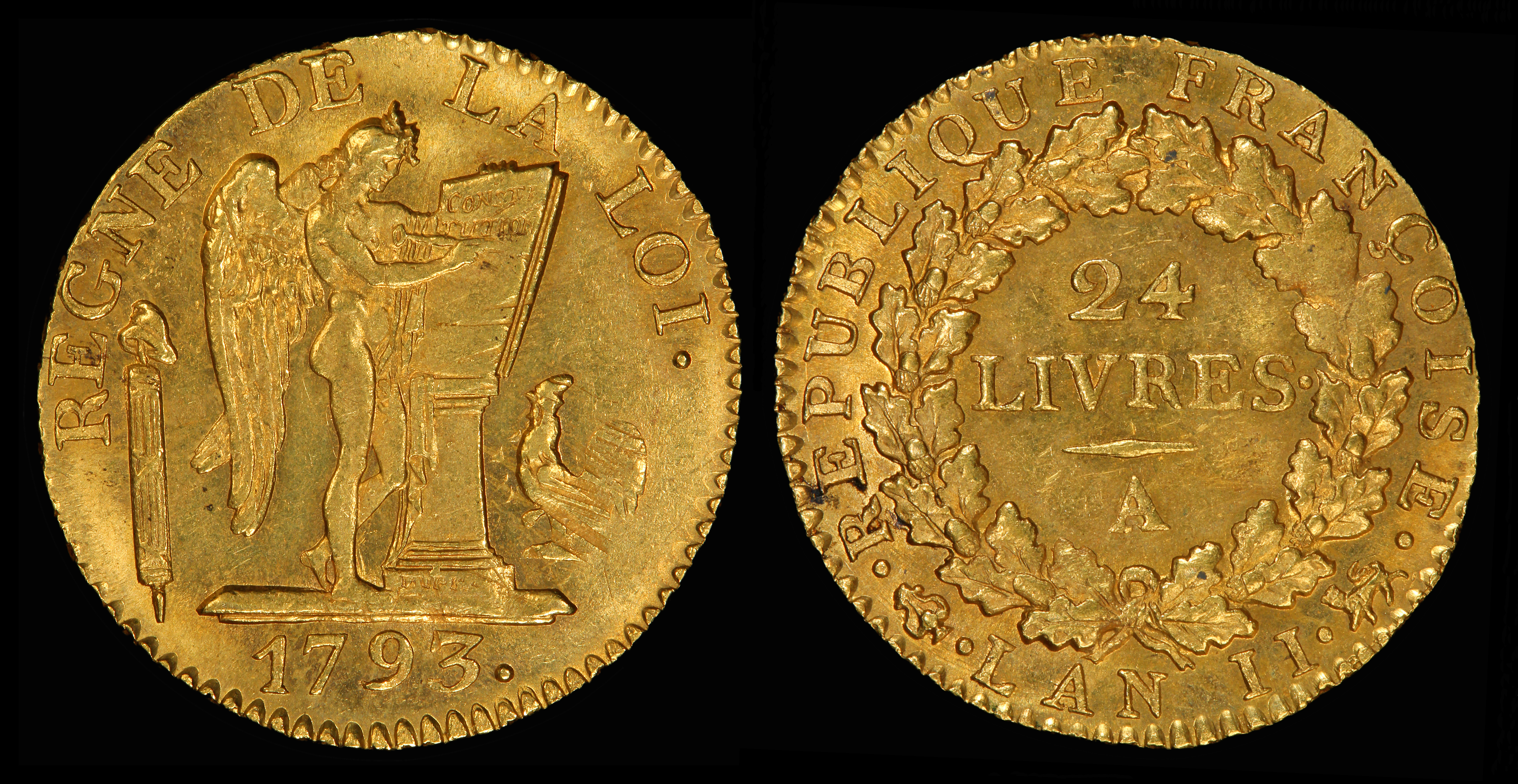

리브르(livre)는 프랑스에서 1795년까지 사용된 통화의 단위이다.

## 개요
고대 로마 통화 동전인 ‘리브라’(libra)에서 유래한다. 리브라는 이탈리아에서는 리라(lira)로, 영국에서는 파운드라고 불리게 되었는데, 기호 £에 리브라(libra)의 머리 글자가 남아 있다. 그러므로 리브르는 “프랑스 파운드” 또는 “프렌치 파운드”(French pound)로 불리기도 한다.
부르봉 왕조 아래 프랑스에서는 비율이 일정하지 않은 여러 화폐 제도가 혼재했고, 리브르는 그 중 하나였다. 1 리브르 = 1/6 - 1/3 에큐 = 루이 도르(금화) 1/40 - 1/20장. 보조 통화는 1 리브르 = 20 솔(스) = 240 드니에였다.
프랑스 혁명 이후 프랑스의 통화는 ‘프랑’과 보조 통화인 ‘상팀’으로 통일되었다. 이후로도 한동안 리브르는 프랑의 속칭으로 사용되었다.
리브라나 파운드 같이 리브르는 질량의 단위이기도 하다. 양은 시대와 지역에 따라 다르지만 수치로 1 리브르 = 0.5kg으로 통일되었다. 현재도 식품 등에 사용된다.